# French Open 2015 – ženská čtyřhra legend
Ženská čtyřhra legend na French Open 2015 byla hrána v rámci dvou tříčlenných skupin. V základní skupině se páry utkaly systémem „každý s každým“. Vítězná dvojice z každé skupiny postoupila do finále.
Obhájcem titulu byla belgicko-americká dvojice bývalých světových jedniček Kim Clijstersová a Martina Navrátilová, které ve finále zdolaly zástupkyně amerického tenisu Lindsay Davenportovou a Mary Joe Fernandezovou po rovnocenném rozdělení úvodních dvou sad 2–6 a 6–2, až v supertiebreaku nejtěsnějším, dvoubodovým, poměrem míčů [11–9].

## Pavouk
| Legenda                                                       |                                                                        |                                                   |
| - Q – kvalifikant - WC – divoká karta - LL – šťastný poražený | - Alt – náhradník - SE – zvláštní výjimka - PR/SR – žebříčková ochrana | - w/o – bez boje - r – skreč - d – diskvalifikace |

### Finále
| Finále |                                            |   |   |      |
|        |                                            |   |   |      |
|        |                                            |   |   |      |
| A1     | Kim Clijstersová Martina Navrátilová       | 2 | 6 | [11] |
| B2     | Lindsay Davenportová Mary Joe Fernandezová | 6 | 2 | [9]  |

### Skupina A
|    |                                           | Clijstersová Navrátilová | Tauziatová Testudová   | Martínezová Myskinová | Zápasy | Sety | Hry   | Pořadí |
| A1 | Kim Clijstersová Martina Navrátilová      |                          | 6–3, 6–7(3–7), [13–11] | 7–5, 6–3              | 2–0    | 4–1  | 26–18 | 1.     |
| A2 | Nathalie Tauziatová Sandrine Testudová    | 3–6, 7–6(7–3), [11–13]   |                        | 2–6, 6–4, [8–10]      | 0–2    | 2–4  | 18–24 | 3.     |
| A3 | Conchita Martínezová Anastasija Myskinová | 5–7, 3–6                 | 6–2, 4–6, [10–8]       |                       | 1–1    | 2–3  | 19–21 | 2.     |

Pořadí bylo určeno na základě následujících kritérií: 1) počet vyhraných utkání; 2) počet odehraných utkání; 3) u tří párů se stejným počtem výher rozhodovalo: a) procento vyhraných setů, b) procento vyhraných her; 5) rozhodnutí řídící komise.

### Skupina B
|    |                                            | Bartoliová Majoliová | Davenportová Fernándezová | Novotná Sánchez Vicario | Zápasy | Sety | Hry   | Pořadí |
| B1 | Marion Bartoliová Iva Majoliová            |                      | 3–6, 3–6                  | 6–4, 6–2                | 1–1    | 2–2  | 18–18 | 2.     |
| B2 | Lindsay Davenportová Mary Joe Fernandezová | 6–3, 6–3             |                           | 6–3, 6–4                | 2–0    | 4–0  | 24–13 | 1.     |
| B3 | Jana Novotná Arantxa Sánchez Vicariová     | 4–6, 2–6             | 3–6, 4–6                  |                         | 0–2    | 0–4  | 13–24 | 3.     |

Pořadí bylo určeno na základě následujících kritérií: 1) počet vyhraných utkání; 2) počet odehraných utkání; 3) u tří párů se stejným počtem výher rozhodovalo: a) procento vyhraných setů, b) procento vyhraných her; 5) rozhodnutí řídící komise.